# Lucas Torreira
Lucas Sebastián Torreira Di Pascua (11 de febrer de 1996) és un futbolista uruguaià que juga de centrecampista defensiu per l'ACF Fiorentina, cedit per l'Arsenal FC.

## Carrera en equips
Torreira va començar la seva carrera futbolística juvenil a l'equip de la seva ciutat natal I.A. 18 de Julio a Fray Bentos. El 2013 es va unir a l'equip juvenil Montevideo Wanderers, i després es va unir a l'equip juvenil Pescara.

### Pescara

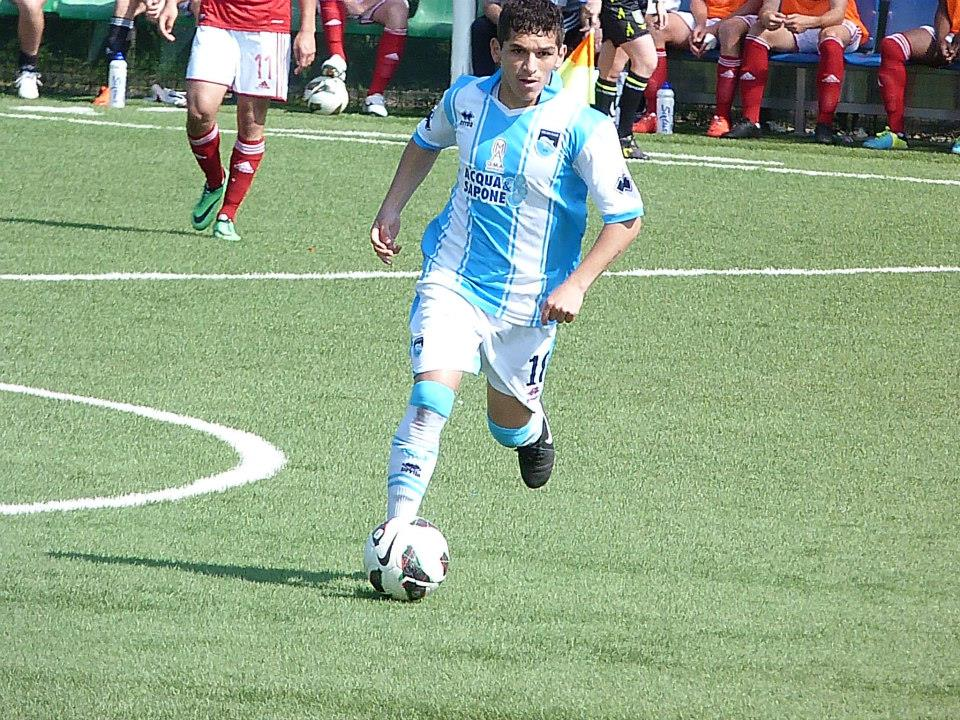
Torreira jugant pel Pescara el 2014.

Abans de la temporada 2014-2015, Torreira va ser convocat pel primer equip del Pescara i, el 25 d'octubre de 2014, va seure a la banqueta de suplent per primera vegada. Va debutar professionalment a la Serie B el 16 de maig de 2015 contra el Varese, jugant des del primer minut. En aquest partit, va jugar 58 minuts abans de ser substituït per Matteo Politano. Va jugar cinc partits incloses eliminatòries de la temporada.

### Sampdoria
L'1 de juliol de 2015 Torreira va ser traspassat a la UC Sampdoria per 1,5 milions d'euros, però va romandre amb el Pescara en cessió per a la temporada 2015-2016 per tal que guanyés experiència al primer equip.

#### Pescara (cessió)
El 2 juliol de 2015 va ser cedit al Pescara. El 9 d'agost de 2015, Torreira va marcar el seu primer gol professional contra el FC Südtirol a la Coppa Italia 2015-2016. Va jugar vint-i-sis partits i va marcar tres gols de lliga. també va jugar tres partits i va marcar un gol en les eliminatòries d'ascens.

#### Retorn a la Sampdoria
Després que expirés la cessió al Pescara, el jugador va retornar a la Sampdoria l'1 de juliol de 2016. El 21 d'agost de 2016 Torreira va debutar a la Serie A en el primer partit contra l'Empoli a l'Estadi Carlo Castellani. Va ser titular de l'alineació i va jugar tots els minuts del partit.
Va convertir-se en titular del Sampdoria la temporada 2016-2017, i va continuar demostrant la seva importància per l'equip la temporada 2017-2018; marcant gols vitals, inclòs el segon gol de la victòria del Sampdoria contra la Juventus FC el novembre.

#### 2020–21: Cessió a l'Atlético de Madrid
El 5 d'octubre de 2020, Torreira fou cedit a l'Atlètic de Madrid per un any.

## Carrera internacional
Torreira va ser convocat a la selecció de l'Uruguai completa per a la Copa Xina el març de 2018. Va debutar en una victòria 2 a 0 contra la República Txeca a la semifinal de la Copa Xina.
El maig de 2018 va ser convocat per a l'equip de 26 homes de la selecció uruguaiana de la Copa del Món de Futbol de 2018 a Rússia.

## Estadístiques de la carrera
Actualitzat el 15 de maig de 2018.
| Equip               | Temporada           | Lliga               | Lliga   | Lliga | Copa    | Copa | Continental | Continental | Altres  | Altres | Total   | Total |
| Equip               | Temporada           | Divisió             | Partits | Gols  | Partits | Gols | Partits     | Gols        | Partits | Gols   | Partits | Gols  |
| ------------------- | ------------------- | ------------------- | ------- | ----- | ------- | ---- | ----------- | ----------- | ------- | ------ | ------- | ----- |
| Pescara             | 2014–15             | Serie B             | 5       | 0     | 0       | 0    | —           | —           | 3       | 0      | 8       | 0     |
| Pescara (cessió)    | 2015–16             | Serie B             | 29      | 4     | 2       | 1    | —           | —           | 3       | 1      | 34      | 6     |
| Pescara (cessió)    | Total               | Total               | 34      | 4     | 2       | 1    | 0           | 0           | 6       | 1      | 42      | 6     |
| U.C. Sampdoria      | 2016–17             | Serie A             | 35      | 0     | 1       | 0    | —           | —           | —       | —      | 36      | 0     |
| U.C. Sampdoria      | 2017–18             | Serie A             | 36      | 4     | 2       | 0    | —           | —           | —       | —      | 38      | 4     |
| U.C. Sampdoria      | Total               | Total               | 71      | 4     | 3       | 0    | 0           | 0           | 0       | 0      | 74      | 4     |
| Total de la carrera | Total de la carrera | Total de la carrera | 105     | 8     | 5       | 1    | 0           | 0           | 6       | 1      | 116     | 10    |

¹ Altres torneigs inclouen les eliminatòries d'ascens de la Serie B.

### Internacional
Actualitzat el 30 de juny de 2018.
| Uruguai | Uruguai | Uruguai |
| Any     | Partits | Gols    |
| ------- | ------- | ------- |
| 2018    | 7       | 0       |
| Total   | 7       | 0       |

## Palmarès
Arsenal FC
- 1 Copa anglesa: 2019-20

Atlético de Madrid
- 1 Lliga espanyola: 2020-21